# Saison 2013-2014 de l'Union sportive Créteil-Lusitanos
Maillots
La saison 2013-2014 de l'Union sportive Créteil-Lusitanos est la treizième du club val-de-marnais en deuxième division. Il s'agit de la première depuis la remontée de National en 2013.

## Avant-saison

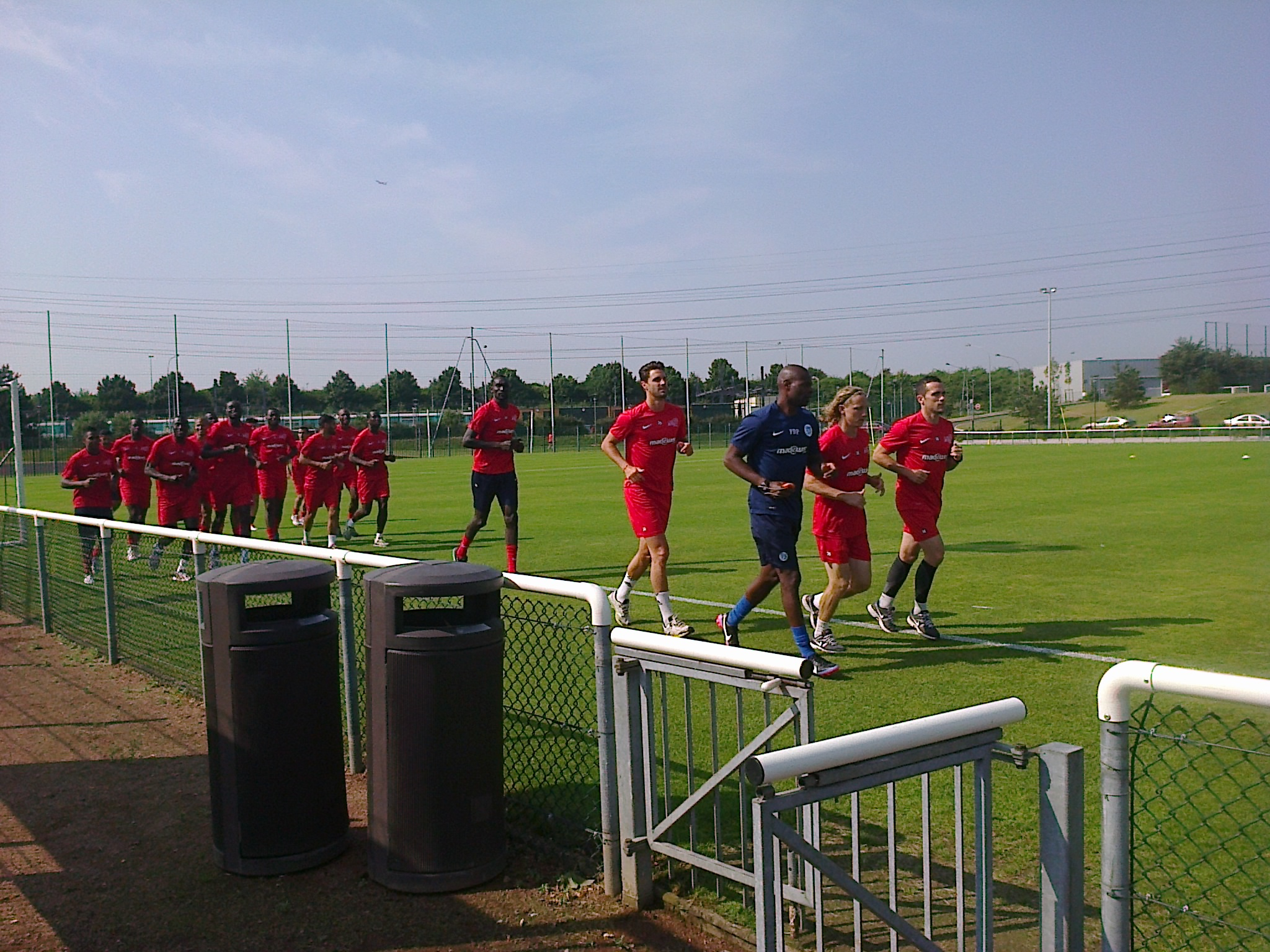
Les joueurs de l'USC à l'entraînement le 18 juillet 2013. À l'avant, on distingue de gauche à droite Nicolas Belvito, l'entraîneur-adjoint Francis de Percin (en bleu) et Boris Mahon.

Terminée sur un titre de champion de National avec un total de 78 points en 39 matches (soit 2 points par match), la saison 2012-2013 a permis à l'USC de renouer avec la Ligue 2, quittée au printemps 2007 sur une série de trois défaites consécutives, ainsi qu'avec le professionnalisme, le club val-de-marnais ayant perdu le « statut pro » après 2 saisons en National, en 2009. Les traditionnels matches amicaux du mois de juillet débutent le 6 juillet avec une défaite 0-2 face aux Chamois niortais. Le 2e match de préparation se dispute 6 jours plus tard sur le terrain annexe du Stade Dominique-Duvauchelle contre une équipe « UNFP » composée de joueurs à la recherche d'un club. Malgré l'ouverture du score de Nicolas Belvito, les Béliers s'inclinent sur le score de 3 buts à 1. Le 17 juillet, les Cristoliens remportent leur premier match, contre le Stade lavallois, 3-1 (3-0 à la mi-temps) grâce à un doublé du même Belvito. Pour leur dernier match de préparation, l'USC affronte l'AS Nancy-Lorraine et le match se conclut sur un spectaculaire match nul 3-3, où les Béliers ont mené par deux fois.